# Cheryl Gillan
Dame Cheryl Elise Kendall Gillan (Llandaff, 21 aprile 1952 – Epsom, 4 aprile 2021) è stata una politica britannica, esponente del Partito Conservatore.

## Biografia
Cheryl Elise Kendall Gillan nacque a Llandaff, un distretto della città di Cardiff, il 21 aprile 1952. Crebbe nel Galles meridionale, più precisamente nella comunità di Usk, nel Monmouthshire, prima di trasferirsi con la famiglia in Inghilterra. Qui frequentò il Cheltenham Ladies' College, collegio privato femminile della città di Cheltenham, per poi entrare a far parte del College of Law of England and Wales (attualmente chiamato University of Law).

### Carriera politica
Membro del think tank del Partito Conservatore Bow Group, ne divenne presidente dal 1987 al 1988. Come conservatrice si candidò al Parlamento europeo alle elezioni del 1989 per la circoscrizione della Grande Manchester, nel Nord Ovest dell'Inghilterra, dove però non risultò eletta.
Alle elezioni generali del 1992 si candidò invece per la Camera dei comuni in rappresentanza del collegio di Chesham and Amersham, nel Buckinghamshire, dove vinse il seggio col 63,3% dei voti. Nei suoi primi anni in Parlamento, Cheryl Gillan prese parte ad alcuni comitati ristretti, come quello per la scienza e la tecnologia (1992-1995) e per la procedura (1994-1995). Inoltre, nel 1994 venne nominata segretaria privata parlamentare dell'allora leader della Camera dei lord e lord custode del sigillo privato Robert Gascoyne-Cecil.
Nel luglio 1995 entrò all'interno del governo di John Major come sottosegretaria di Stato parlamentare per l'istruzione e le competenze. Qui rimase fino al 1997, quando il Partito Conservatore, a seguito della sconfitta alle elezioni, passò all'opposizione.
Nel 1998 ricoprì l'incarico di ministra di Stato ombra per gli affari esteri, il Commonwealth e lo sviluppo internazionale mentre nel 2005 diventò segretaria di Stato ombra per il Galles. Nel 1997 affermò di essere contraria in merito alla creazione di un Parlamento gallese, ritenendo che il referendum dello stesso anno non avrebbe raggiunto una maggioranza abbastanza ampia al fine della realizzazione del Parlamento. Tuttavia, dopo essere diventata segretaria ombra per il Galles, dichiarò di sostenere l'Assemblea gallese.
Dopodiché, nel 2010 venne nominata Segretaria di Stato per il Galles dal primo ministro David Cameron. Nello stesso anno divenne membro del Consiglio privato del Regno Unito.
Due anni dopo uscì dal governo Cameron a causa di un rimpasto, venendo sostituita da David Jones.
Dal maggio al settembre 2019 Cheryl Gillan e il politico Charles Walker assunsero la carica di presidenti ad interim del Comitato del 1922, gruppo parlamentare conservatore, dopo che Graham Brady si era dimesso.

### Morte
Cheryl Gillan morì a Epsom, cittadina in Inghilterra, il 4 aprile 2021, alcune settimane prima di compiere 69 anni, a causa di un tumore al seno.

## Vita privata
Cheryl Gillan era sposata dal 1985 con John Coates Leeming fino alla morte di lui, avvenuta nel marzo 2019.